# Alstead
Alstead är en kommun (town) i Cheshire County i delstaten New Hampshire, USA med 1 864 invånare (2020). Den har enligt United States Census Bureau en area på ungefär 102 km².